# Condado de Okmulgee
El condado de Okmulgee (en inglés: Okmulgee County), fundado en 1907 y con su nombre que significa agua burbujeante, es un condado del estado estadounidense de Oklahoma. En el año 2000 tenía una población de 39.685 habitantes con una densidad de población de 22 personas por km². La sede del condado es Okmulgee.

## Geografía
Según la oficina del censo el condado tiene una superficie total de 1818 km² (701,9 mi²), de los que 1805 km² (696,9 mi²) son tierra y 13 km² (5 mi²) (0,76 %) son agua.

### Condados adyacentes
- Condado de Tulsa - norte
- Condado de Wagoner - noreste
- Condado de Muskogee - este
- Condado de McIntosh - sureste
- Condado de Okfuskee - suroeste
- Condado de Creek - noroeste

## Demografía
Según el censo del 2000 la renta per cápita media de los habitantes del condado era de 27 652 dólares y el ingreso medio de una familia era de 33 987 dólares. En el año 2000 los hombres tenían unos ingresos anuales 29 935 dólares frente a los 20 861 dólares que percibían las mujeres. El ingreso por habitante era de 14 065 dólares y alrededor de un 18,90 % de la población estaba bajo el umbral de pobreza nacional.

## Ciudades y pueblos
- Beggs
- Dewar
- Grayson
- Henryetta
- Hoffman
- Liberty
- Morris
- Okmulgee
- Preston
- Schulter
- Winchester